# Saint-Julien-les-Villas
Saint-Julien-les-Villas är en kommun i departementet Aube i regionen Grand Est (tidigare regionen Champagne-Ardenne) i nordöstra Frankrike. Kommunen ligger  i kantonen Troyes 7e Canton som ligger i arrondissementet Troyes. År 2022 hade Saint-Julien-les-Villas 6 752 invånare.

## Befolkningsutveckling
Antalet invånare i kommunen Saint-Julien-les-Villas
Referens: INSEE